# Kabhi Alvida Naa Kehna – Bis dass das Glück uns scheidet
Kabhi Alvida Naa Kehna – Bis dass das Glück uns scheidet (Hindi: कभी अलविदा ना कहना: kabhī alavidā nā kahanā wörtl. Übersetzung: Sag niemals leb wohl) ist ein Hindi-Filmdrama von Karan Johar aus dem Jahr 2006.

## Handlung
Dev Saran ist ein erfolgreicher Fußballer und unglücklich verheiratet mit Rhea, die einen großartigen Job bei einem Modemagazin hat. Daher bleibt beiden nicht viel Zeit miteinander. Sie haben außerdem noch einen kleinen Sohn namens Arjun. An seinem recht kühl ausfallendem Hochzeitstag begegnet er Maya, die an diesem Tag ihren Freund aus Kindertagen, Rishi Talwar, heiraten soll. Sie hat das jedoch drei Jahre hinausgezögert und ist sich auch jetzt nicht sicher. Dev spricht ihr Mut zu und sagt ihr, dass auf der Hochzeit schon alle auf sie warten. Maya entschließt sich also, doch zu heiraten. Indessen wird Devs Karriere von einem Autounfall beendet. Er wird zeitlebens humpeln.
Auch Rishi und Maya sind in deren Ehe nicht glücklich. Weil Maya keine Kinder bekommen kann und nur eine einfache Lehrerin ist, fühlt sie sich neben dem in der PR-Branche sehr erfolgreichen Rishi minderwertig. Darüber hinaus ist sie genervt, da dieser sich sehr kindisch benimmt. Rishi ist hingegen enttäuscht von ihrer mangelnden Leidenschaft. Ebenfalls bei ihnen lebt Rishis Vater, der sich trotz zwei überlebten Herzinfarkten und seinem fortgeschrittenen Alter immer noch ständig mit jungen Mädchen herumtreibt und das Nachtleben in vollen Zügen genießt. Die einzige Frau, der er je treu war, war Rishis Mutter, die inzwischen verstorben ist. Auf einer Party begegnet er Devs Mutter, und obwohl diese ihn zunächst für unerträglich arrogant hält, werden sie gute Freunde.
Kurz nach dieser Party kommt es auf dem Bahnhof zu einem Missverständnis zwischen Maya und Dev, als dieser seinen Sohn anschreit. Beide landen durch ein großes Missverständnis im Krankenhaus, wo sie einander erkennen. Sie stellen viele Gemeinsamkeiten zwischen einander fest und schließen Freundschaft. Dev schlägt sich verzweifelt mit einem schwierigen Verhältnis zu Arjun herum, der lieber Geige statt Fußball spielen will und auch sonst nicht so ist, wie sein Vater ihn haben will. Deshalb brüllt Dev ihn dauernd an, doch Rhea, die in der Redaktion beschäftigt ist, nimmt ihm die Mutterrolle nicht ab.
Nachdem beide Paare einen heftigen Streit haben, laufen Dev und Maya vor ihrem jeweiligen Partner weg und finden einander auf dem Bahnhof, wo Dev Maya seine Liebe gesteht und sie damit konfrontiert, dass sie dasselbe für ihn empfindet. Maya will davon jedoch nichts hören und läuft weg. Aber schließlich lässt sie sich auf eine heimliche Affäre mit ihm ein. Ihre Ehen bessern sich eine Zeitlang durch Missverständnisse wieder auf, womit sie aber nicht glücklich sind. Dafür spricht sich Dev endlich mit Arjun aus. Eines Tages entdecken Devs Mutter und Rishis Vater Dev und Maya miteinander und wissen dann, was Sache ist. Als Rishis Vater einige Tage später einen Herzanfall erleidet, weiß er, dass sein Leben zu Ende geht und bittet Maya, sich von Rishi zu trennen, da sie sich gegenseitig unglücklich machen. Kurz darauf stirbt er. Maya und Dev beschließen, sich voneinander zu trennen und ihre jeweilige Ehe auf Grundlage von Ehrlichkeit neu zu beleben.
Nachdem Rhea und Rishi alles erfahren haben, trennen sie sich allerdings von Dev und Maya. Doch die beiden wissen nichts von dem Scheitern der Ehe des jeweils anderen, und so gehen sie unglücklich auseinander. Erst drei Jahre später erfährt Maya auf der Hochzeit von Rishi, dass auch Rhea und Dev getrennt sind. Am Bahnhof findet Maya Dev und die beiden kommen wieder zusammen.

## Musik
Der Film enthält sieben Songs, die von Shankar-Ehsaan-Loy entworfen wurden:
- Kabhi Alvida Naa Kehna – Sonu Nigam und Alka Yagnik
- Mitwa – Shafqat Amanat Ali, Shankar Mahadevan und Caralisa
- Where’s The Party Tonight – Shaan, Vasundhara Das, Loy Mendonsa und Shankar Mahadevan
- Tumhi Dekho Naa – Sonu Nigam und Alka Yagnik
- Mitwa Revisited – Shafqat Amanat Ali, Shankar Mahadevan und Caralisa
- Rock ‘N Roll Soniye – Shankar Mahadevan, Shaan, Mahalaxmi Iyer
- Farewell Trance – Shweta Pandit und Caralisa

Der Soundtrack wurde als Musik-CD veröffentlicht.

## Synchronisation
Die deutsche Synchronisation entstand nach einem Dialogbuch von Nadine Geist unter ihrer Dialogregie im Auftrag der Interopa Film in Berlin.
| Darsteller        | Rolle                       | Deutscher Sprecher |
| ----------------- | --------------------------- | ------------------ |
| Amitabh Bachchan  | Samarjit „Sam“ Singh Talwar | Ernst Meincke      |
| Shah Rukh Khan    | Dev Saran                   | Pascal Breuer      |
| Rani Mukerji      | Maya Talwar                 | Tanja Geke         |
| Preity Zinta      | Rhea Saran                  | Katrin Fröhlich    |
| Abhishek Bachchan | Rishi Talwar                | David Nathan       |
| Kirron Kher       | Kamaljit Saran              | Viktoria Brams     |
| Arjun Rampal      | Jay                         | Benjamin Völz      |
| Ahsaas Channa     | Arjun D. Saran              | Timon Straka       |
| Greg D’Agostino   | George Push                 | Jörg Hengstler     |
| Saira Mohan       | Catherine                   | Irina von Bentheim |
| Kathryn Gerhardt  | Schwester                   | Peggy Sander       |
| Bob Connelly      | Vater der Braut             | Hans Hohlbein      |
| Madalyn McKay     | Ansagerin                   | Christin Marquitan |

## Kritiken
- Das Lexikon des internationalen Films schrieb, es sei ein „handwerklich perfektes Bollywood-Ehedrama, das mit seiner liberalen Haltung zur Scheidung in Indien für Wirbel gesorgt hat. Der Blick auf die emotionalen Qualen aller Protagonisten überzeugt auch hierzulande.“[2]
- Laut Annette Stiekele im Hamburger Abendblatt ist es „ein Fest für unbelehrbare Romantiker… Bollywood macht eben doch einfach glücklich.“[3]
- TV Spielfilm meinte, dass niemand vor „Gefühlseruptionen gefeit“ sein werde. Der Film habe trotz „typischer Bollywood-Elemente einen westlichen Anstrich“ wegen des Handlungsortes und der „Ehebruchstory“. Weiters hob die Zeitschrift die „knallbunten Tanzszenen“ und die „Topbesetzung“ hervor, vor allem Amitabh Bachchan als „sexy Sam“.[4]

## Auszeichnungen
- Bei den Global Indian Film Awards 2006 gewannen Abhishek Bachchan als bester Nebendarsteller und Alka Yagnik für das beste weibliche Playback für den Titelsong Kabhi Alvida Naa Kehna.
- Beim Star Screen Award 2007 gewannen Shahrukh Khan und Rani Mukerji gemeinsam den Preis als bestes Filmpaar.
- Beim Filmfare Award 2007 gewann Abhishek Bachchan als bester Nebendarsteller.

## Hintergründe
- Es ist eine Produktion von Dharma Productions im Verleih der Yash Raj Films und startete am 26. Oktober 2006 in den deutschen Kinos. In Indien und den USA lief der Film am 11. August 2006 in den Kinos an.
- Laut www.tvtv.de im März 2007 betrug das Budget des Films 15 Millionen US-Dollar und war die teuerste Hindi-Produktion aller Zeiten. Laut Bollywood Mantra im Februar 2012 war die Produktion mit 44 Crore INR auf Platz 8.[5]
- Die Dreharbeiten fanden in Indien, New York City, Philadelphia und Jersey City in den USA statt. In NYC wurde drei Monate lang gefilmt.
- Die deutschsprachige DVD-Veröffentlichung enthält auf der zweiten DVD ein Making of, nicht verwendete Szenen, Karaoke Songs, den Regisseur in Frankfurt und Trailer.
- Amitabh Bachchan, der im richtigen Leben der Vater von Abhishek Bachchan ist, spielte im Film seinen Vater.
- Kajol sollte ursprünglich die Rolle der Maya spielen, die Rani Mukerji bekam. Rani Mukerji hingegen sollte ursprünglich Rhea spielen, doch da Kajol bereits für den Film Fanaa besetzt wurde, lehnte sie ab. Letztendlich hatte Kajol einen Gastauftritt im Song Rock ’N Roll Soniye.
- Kurz vor Ende des Films, als Shah Rukh Khan sich gerade in den Zug setzt, sieht man Karan Johar im Hintergrund.
- Ajay Devgan wurde zuerst die Rolle als Rishi angeboten, aber er lehnte ab.

## Sonstiges
Am Freitag, dem 23. März 2007 um 20:15 ist Kabhi Alvida Naa Kehna mit dem deutschen Titel Bis dass das Glück uns scheidet erstmals im deutschsprachigen Fernsehen auf RTL II ausgestrahlt worden.
Im Bahnhof, als die kleinen Kinder sich versehentlich stupsen, verliebt sich der Junge in sie und es ertönt Tujhe Dekha aus Dilwale Dulhania Le Jayenge, einem der bekanntesten Filme Bollywoods, in dem Shah Rukh Khan und Kajol die Hauptrollen spielen.